# Adromischus alstonii
Adromischus alstonii (лат.) — вид суккулентных растений из рода Адромискус (Adromischus), семейства Толстянковые (Crassulaceae), произрастающий на территории Намибии и ЮАР (Капская провинция). 
Самый распространенный вид в Намакваленде (Намибия), который демонстрирует некоторые местные различия в длине стеблей и количестве ветвлений, размере и форме листьев, а также количестве и интенсивности пурпурных отметин на них. Это очень крепкое растение с плоскими листьями.

## Название
Родовое латинское (научное) название Adromischus происходит от др.-греч. ἁδρός, hadrós — «взрослый», «толстый» или «громоздкий» и др.-греч. μίσχος, míschos — «стебель» или, вероятнее всего «цветонос».
Видовой латинский эпитет alstonii дан в честь капитана Эдварда Г. Альстона (или Алстона) (англ. Edward G. Alston, 1891–1917), который управлял фермой и был коллекционером растений в Северо-Капской провинции, Южная Африка.

## Ботаническое описание

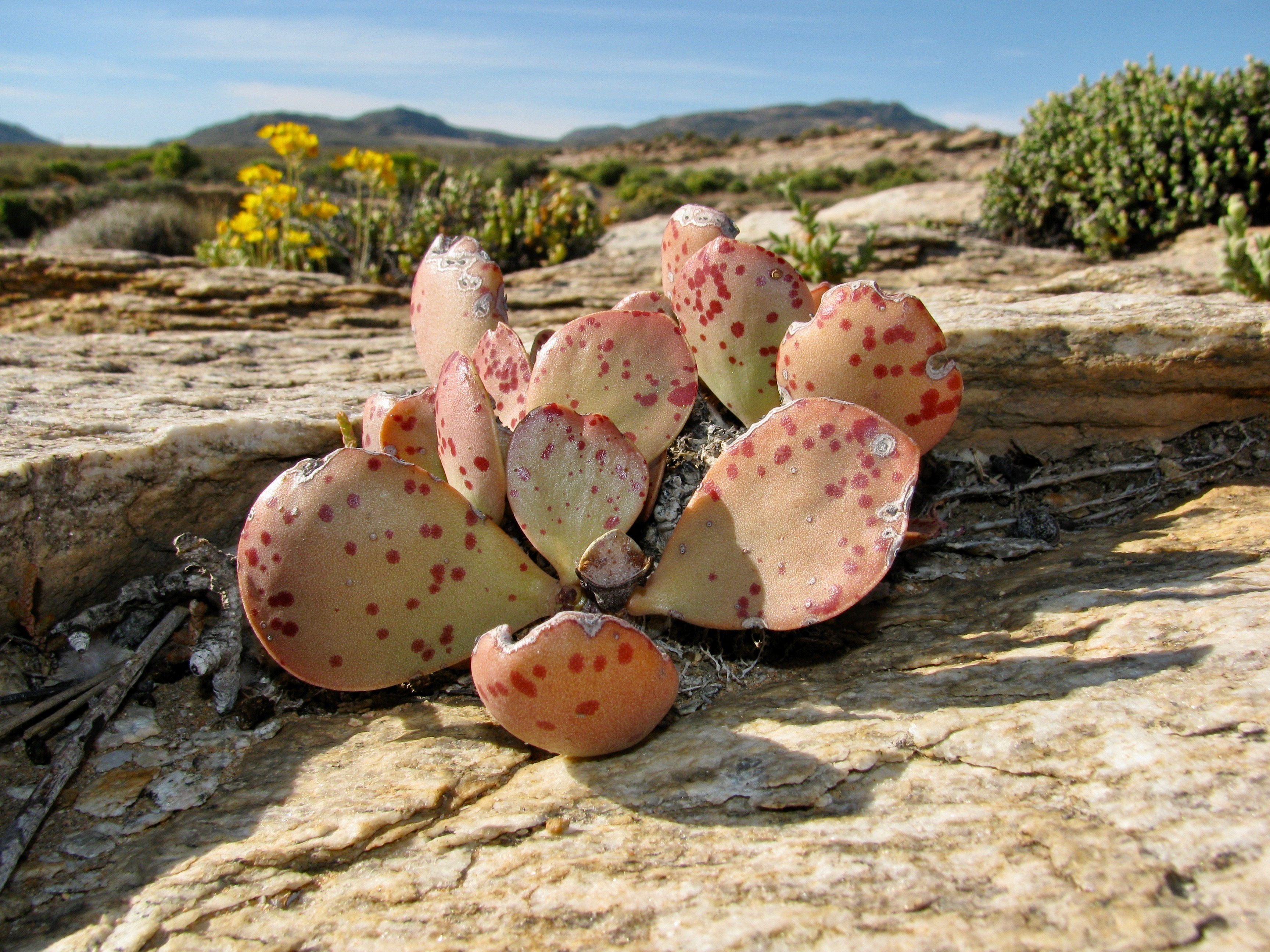
В дикой природе, в окрестностях Спрингбока, Южная Африка

Разветвленные суккулентные растения могут быть либо лежачими, либо прямостоячими и достигать высоты до 30 см. Стебли имеют серый цвет и диаметр около 12-14 мм, в то время как более молодые побеги имеют диаметр примерно 5-6 мм. Листья имеют размеры от 3,5 до 8 см в длину и от 2 до 4,3 см в ширину. Они сжаты в дорсивентральном направлении и имеют твердую структуру, что делает их устойчивыми к опаданию. Форма листьев может варьироваться от обратноланцетной до обратнояйцевидной. Они окрашены в серый цвет с шелушащимся восковым покрытием и могут иметь пурпурные пятна, хотя также могут быть и без них. Верхняя поверхность листьев плоская, а нижняя поверхность может быть плоской или выпуклой.
Соцветия достигают высоты до 52 см и состоят из 1-3 цветковых кистей. Бутоны имеют острую форму, а цветоножки имеют длину от 1 до 3 мм. Цветки имеют следующие характеристики: чашелистики достигают размеров до 2,5 мм, венчик имеет размеры примерно 9-12 х 2 мм и имеет трубчатую форму. Трубка венчика имеет зеленовато-коричневый оттенок. Лепестки имеют широкотреугольную форму и размеры от 1,5 до 2,5 мм. Они могут быть белыми или с розовым оттенком и имеют остроконечную форму. Пыльники характеризуются натянутой структурой.

## Таксономия

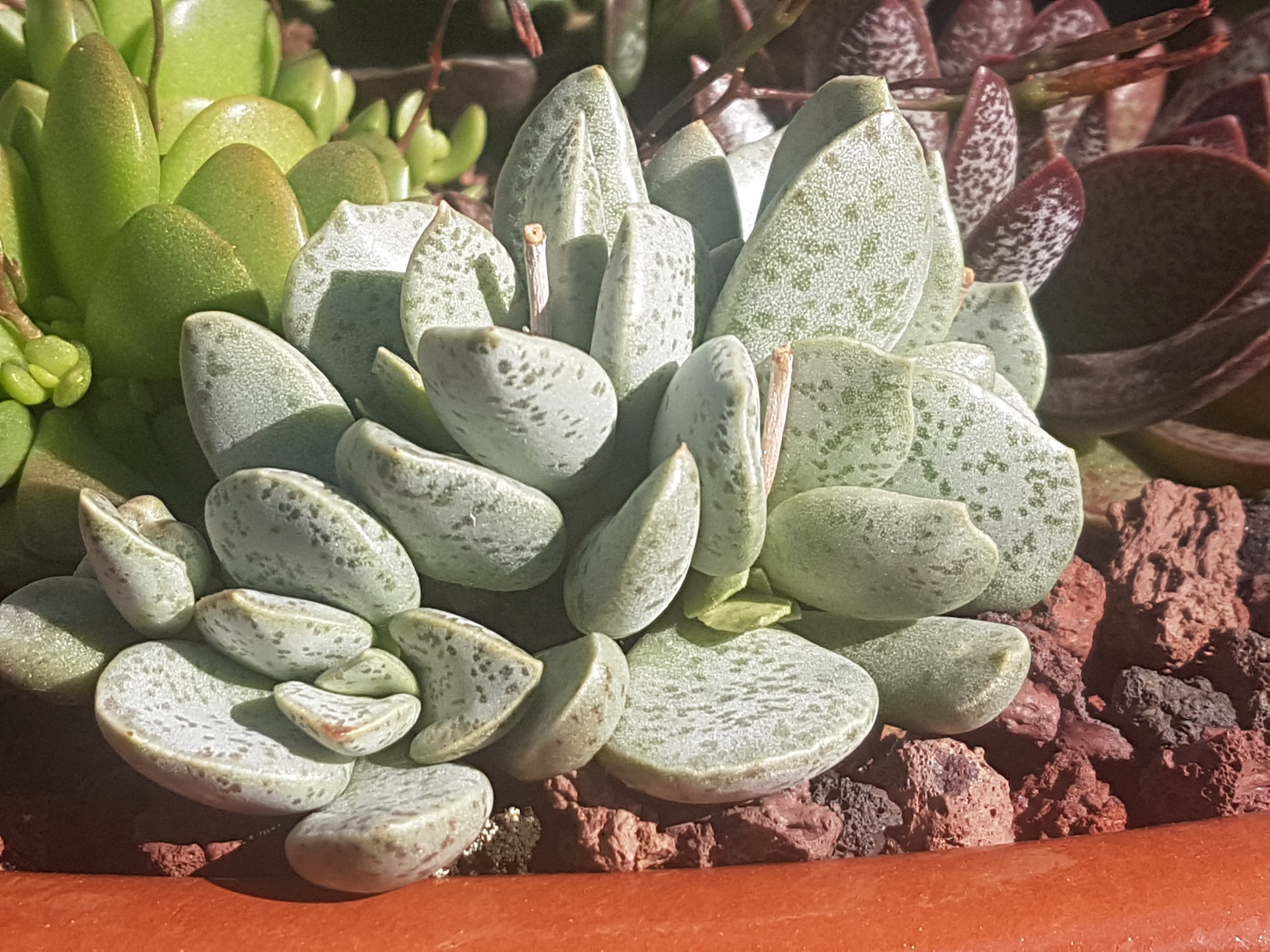
В культуре

Adromischus alstonii (Schönland & E.G.Baker) C.A.Sm., первое упоминание в Bothalia 3: 638 (1939).

### Синонимы
Гомотипные (основанные на одном и том же номенклатурном типе):
- Cotyledon alstonii Schönland & Baker f. (1902)

Гетеротипные (основанные на разных номенклатурных типах):
- Adromischus pulchellus Hutchison (1959)
- Adromischus subrubellus Poelln. (1941)
- Adromischus triebneri Poelln. (1939)